# Delta Trianguli Australis
Delta Trianguli Australis (δ TrA, δ Trianguli Australis) é a quarta estrela mais brilhante da constelação de Triangulum Australe, com uma magnitude aparente de 3,86. De acordo com sua paralaxe de 5,37 milissegundos de arco, está a uma distância de aproximadamente 610 anos-luz (186 parsecs) da Terra.
O espectro de Delta Trianguli Australis corresponde a uma classificação estelar de G2Ib-II, o que significa que é uma estrela de classe G (amarela) evoluída que apresenta características de uma supergigante e gigante luminosa. De fato, é uma estrela enorme, com um raio de cerca de 50 vezes o raio solar, valor calculado a partir do seu diâmetro angular de 2,5 milissegundos de arco e distância. Sua temperatura efetiva é de 4 990 K e sua metalicidade, a abundância de elementos além de hidrogênio e hélio, equivale a 125% da solar.
Delta Trianguli Australis forma uma estrela dupla com uma estrela de magnitude 12 separada no céu por 30 segundos de arco.